# Trastorn del son
|  | Per referir-se a la malaltia parasitària, vegeu Tripanosomiasi africana |

Els trastorns del son  són un ampli grup de malalties que afecten el desenvolupament habitual del cicle son-vigília. Alguns trastorns del son poden ser molt greus i interferir en el funcionament físic, mental i emocional de l'individu.

## Desenvolupament dels trastorns de son
Poden afectar el curs del somni directament, o fer-ho de manera secundària.
 Els trastorns més freqüents són: 
- Apnea del son: en què la persona fa una o més pauses en la respiració o té respiracions superficials durant el son.
- Enuresi: és quan la persona s'orina al llit durant el son, normalment els passa als nens.
- Insomni: el somni és insuficient, intranquil, de mala qualitat, o no restaurador.
- Síndrome de cames inquietes: aquest és un trastorn en el qual es vol o necessita moure les cames per interrompre sensacions molestes.
- Terrors nocturns: aquest trastorn es caracteritza pel despertar abrupte i aterrit de la persona.
- Somnambulisme: les persones caminen o fan una altra activitat estant encara adormides.

 Generalment, els pacients acudeixen al metge per tres raons principals: 
- Incapacitat crònica per a dormir adequadament durant la nit;
- Fatiga crònica;
- Una manifestació conductual anormal en el somni mateix.

En l'avaluació i posterior diagnòstic, és important seguir un registre acurat de la història del pacient, en què l'estimació del pacient i la dels companys de dormitori és essencial per al diagnòstic.